# Горемски рид
Големският рид се намира в Малешевската планина. Отделя се от главното планинско било при връх Коритски чукар, на югоизток достига водослива на Горемската с Цапаревската река. Дължината му е около 12 km, надморска му височина е около 950 m. В източната му част се издига връх Горемска чука. Ридът има стръмни северни и южни склонове. Изграден е от метаморфни скали. Почвите са кафяви горски и излужени канелени горски. На места склоновете са обрасли с бук, дъб, келяв габър и други. Има насаждения от бял бор. В югоизточното подножие на Горемски рид е разположено село Гореме.